# 나노리스트
《나노리스트》는 2016년에 네이버 웹툰에서 연재되었던 웹툰으로, 「이두나!」의 작가인 민송아의 작품이다.

## 줄거리
어느날 주인공의 누나인 안도화 박사가 자살했다. 장례식에서 안도진은 죽은 누나의 유품으로 부족하지 않은 금액과 통장 등과 안도화의 편지를 받는다. 편지에서는 고등학생이 되는 날 큰 리본을 단 생일 선물을 보내준다고 써있었다. 시간이 흘러 고등학생이 된 안도진은 가정부 안드로이드 산과 함께 살고 있었다. 
요즘 이슈가 되고 있는 뉴스는 '안드로이드 연쇄 습격 사건'이었다. 벌써 7번째 피해 안드로이드 발생. 습격 받은 안드로이드들은 전신들이 망가져 있었고, 안구는 한 쪽만이 사라져 있었다.
주인공은 집으로 돌아온 후, 생일을 준비한다. 그러던 중 밤 12시가 되자 초인종이 울리고 안도진은 누나가 남긴 편지를 기억해 문을 열어준다. 리본을 단 안드로이드는 자신을 '나노'라고 소개하며 안도진의 생일선물이라고 밝힌다. 이때 안드로이드의 감추어진 왼손이 점점 검게 변했다.